# Coregonus clupeoides
Coregonus clupeoides és una espècie de peix de la família dels salmònids i de l'ordre dels salmoniformes que es troba a Europa: Escòcia. Menja crustacis i insectes.